# Keith Ellison
Keith Maurice Ellison (Detroit, Michigan, 4 de agosto de 1963) é um advogado e político estado-unidense, membro do Minnesota Democratic–Farmer–Labor Party, afiliado do Partido Democrata. É desde 2007 representante na Câmara dos Representantes pelo 5.º círculo eleitoral do Minnesota.
Foi o primeiro muçulmano eleito para o Congresso, em 2006, e um dos primeiros membros a fazer juramento sobre uma cópia do Corão. Foi também o primeiro afro-americano eleito pelo Minnesota para o Congresso.

## Biografia
Foi criado católico, mas converteu-se ao Islão aos 19 anos, quando era estudante na Wayne State University.